# Kachetisches Schwein
Das Kachetische Schwein (Georgisch: კახური, Kachuri) ist eine Landschweinrasse aus Georgien.

## Zuchtgeschichte
Das Kachetische Schwein zeigt Merkmale einer primitiven Rasse, die dem Wildschwein entsprechen, wie die Lage der unteren Backenzähne, die langen, dünnen Tränenbeine und das Längsstreifenmuster der Ferkel.

## Charakteristika
- Kopf klein mit gerader Nase
- Stehohren
- Körper kurz
- Brust breit und tief
- Rücken gerade und stark
- Fundament korrekt mit harten Klauen
- Beborstung hart, lang und gerade
- Gewicht Sauen 62 kg, Eber 85 kg
- Krankheitsresistenz

Die Kachetischen Schweine werden als Genreserve gehalten, die immer wieder in die Leistungsrassen eingekreuzt werden kann.

## Vorkommen
Früher waren die Kachetischen Schweine in ganz Georgien verbreitet. Heute gibt es sie noch in den Bezirken Achmeta, Telawi, Kwareli, Gurdschaani und Duscheti in Kachetien. 1980 existierten nur noch 745 reinrassige Tiere.